# Ирландская палата лордов
Ирла́ндская пала́та ло́рдов (англ. Irish House of Lords) — верхняя палата парламента Ирландии, существовавшая со времён средневековья до конца 1800 года. Она также была последней апелляционной инстанцией Королевства Ирландия.
Была создана по образцу Палаты лордов Англии, и пэры Ирландии заседали в составе ирландских лордов, как это делали пэры Англии в Вестминстере. Когда Акт об Унии 1800 года упразднил ирландский парламент, часть ирландских пэров стала заседать в качестве ирландских пэров-представителей в Палате лордов объединённого Парламента Соединённого Королевства.

## История
Первыми ирландскими лордами были группа баронов Манор Ирландия, которое обычно ограничивалось Пейлом, ядром английской средневековой колонии в юго-восточной Ирландии с центром в Дублине, где действовало английское право, но распространялась на остальную часть Ирландии. Они заседали группой, а не отдельной палатой, с первого заседания Парламента Ирландии в 1297 году. С момента создания Королевства Ирландия в 1542 году лорды включили в свой состав большое количество новых гэльских и норманнских лордов, подчинившихся политике «сдачи и возврата».
Религиозное разделение ирландцев на католиков и протестантов нашло отражение в Палате, но уже в «Патриотическом парламенте» 1689 года большинство лордов оставались католиками, в то время как администрацию и небольшое большинство в Палате общин составляли англикане, приверженцы Ирландской церкви. В 1634 году кампания за реформы, призванные защитить права католического большинства Ирландии, достигла апогея, но была сорвана во времена Томаса Вентворта, который был лордом-заместителем Ирландии с 1632 по 1640 год. Недовольство, возникшее из-за отсутствия реформ, привело к ирландскому восстанию 1641 года, в результате которого большинство католических лордов потеряли свои титулы. Этим лишенным собственности лордам были возвращены их титулы (но не всегда земли) после Реставрации 1660 года согласно Акту об урегулировании 1662 года. Другие лорды выступили на проигравшей стороне в Вильямитской войне в Ирландии (1689—1691), и лишь немногим из них были возвращены конфискованные земли в XVIII веке. В результате, к 1790-м годам большинство ирландских лордов были протестантами.
К моменту упразднения ирландской Палаты лордов в 1800 году некоторые пэры были очень древними, например, графы Килдэры (ныне герцоги Лейнстеры были созданы в 1316 году, лорды Кингсейл в 1397 году, а виконты Горманстон в 1478 году.
После Акта об Унии 1800 года пэры Ирландии избрали всего 28 человек из своего числа в Палату лордов Соединенного Королевства, которых стали называть «представителями Ирландии». Эта практика закончилась в 1922 году с созданием Ирландского Свободного государства. Другие недавно созданные ирландские пэры, такие как Клайв Индийский, граф Кэрисфорт и лорд Керзон, всё ещё могли баллотироваться на выборах в Палату общин Соединенного Королевства (не будучи пэрами Великобритании), если они не были пэрами-представителями. Это был удобный способ дать титул из соображений престижа тому, кто рассчитывал занять место в британской Палате общин.
В настоящее время в Здании ирландского парламента XVIII века — первое в мире здание, специально построенное для двухпалатного парламента — на площади Колледж-грин в Дублине располагается офис коммерческого Банка Ирландии.

## Функции
Парламент Ирландии был двухпалатным законодательным органом, и законопроекты могли исходить либо от Палаты общин, либо от Палаты лордов; обеим палатам приходилось принять законопроект, чтобы он имел шанс стать законом. Любая палата могла изменить или отклонить предложения другой палаты. Согласно Акту Пойнингса 1494 года, решения ирландского парламента должны были быть одобрены и могли быть изменены Тайным советом Ирландии и Тайным советом Англии; таким образом, основные дебаты формально велись по «главам законопроектов». После одобрения парламент Ирландии голосовал за официально доработанный «законопроект» (который можно было только отклонить или принять без поправок). Подобный порядок был отменён в 1782 году («Акт о разрыве»).
Ирландская палата лордов была высшим апелляционным судом в Ирландии, так же, как и Палата лордов в Англии. Однако спорный британский декларативный акт 1719 года закрепил право лордов Вестминстера отменять решения ирландских лордов. Партия ирландских патриотов добилась отмены Декларативного акта как части Конституции 1782 года.
Палату лордов возглавлял лорд-канцлер, который сидел на мешке с шерстью — большом сиденье, набитом шерстью из каждой из трёх земель королевства — Англии, Ирландии и Шотландии. На официальном открытии ирландского парламента члены парламента вызывались в Палату лордов из Палаты общин Приставом чёрного жезла, королевским чиновником, который «приказывал членам [парламента] от имени Его Превосходительства сопровождать его в палате пэров». Заседания официально открывались Тронной речью лорда-лейтенанта, восседавшего на троне под балдахином из малинового бархата.
В XVI—XVII веках заседания обычно проводились в Дублинском замке, вплоть до открытия здания ирландского парламента в 1730-х годах.

## Галерея

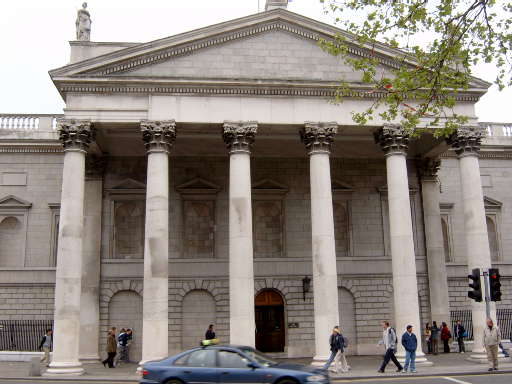
Вход в Палату лордов был спроектирован известным архитектором Джеймсом Гэндоном в 1789 году.
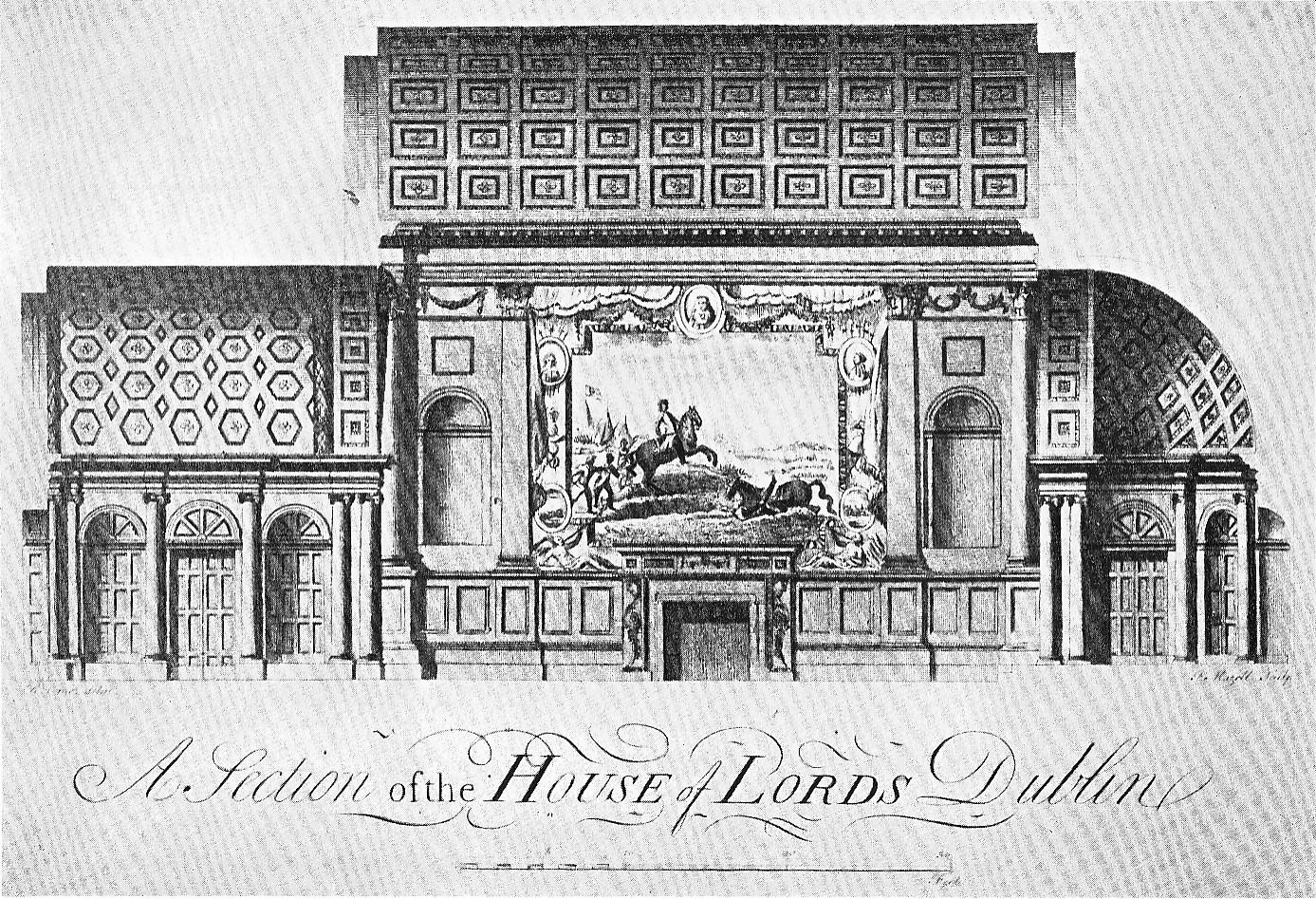
Палата лордов (гравюра Питер Мазелл (1767) по рисунку Роуленда Омера).
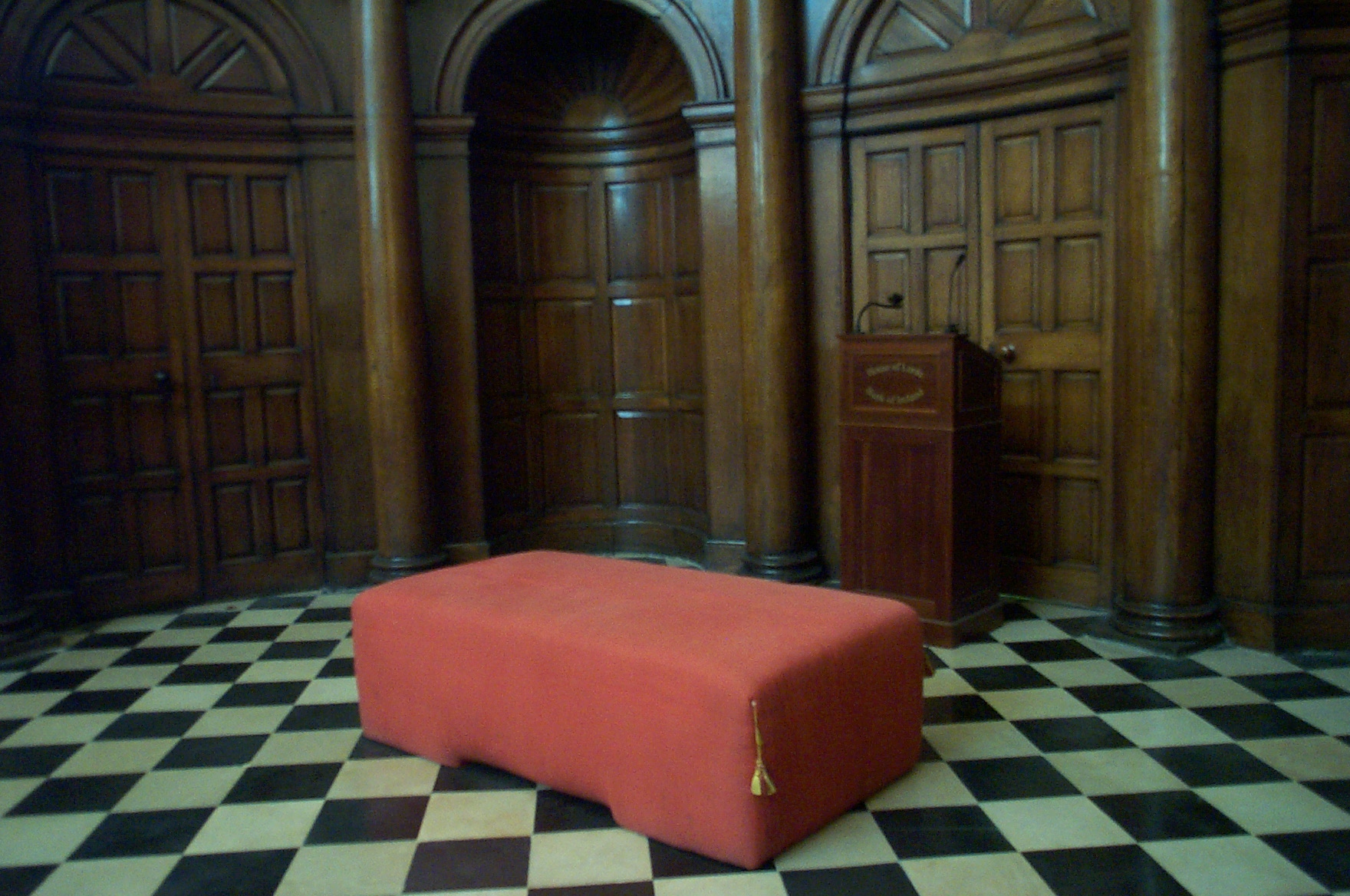
Мешок с шерстью, на котором сидел лорд-канцлер, председательствуя в Палате лордов.
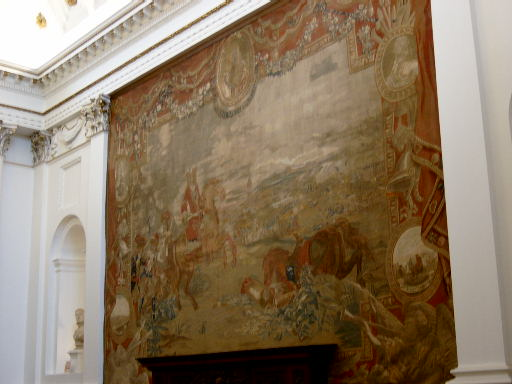
Гобелен «Битва при Бойне», висящий в Палате лордов.
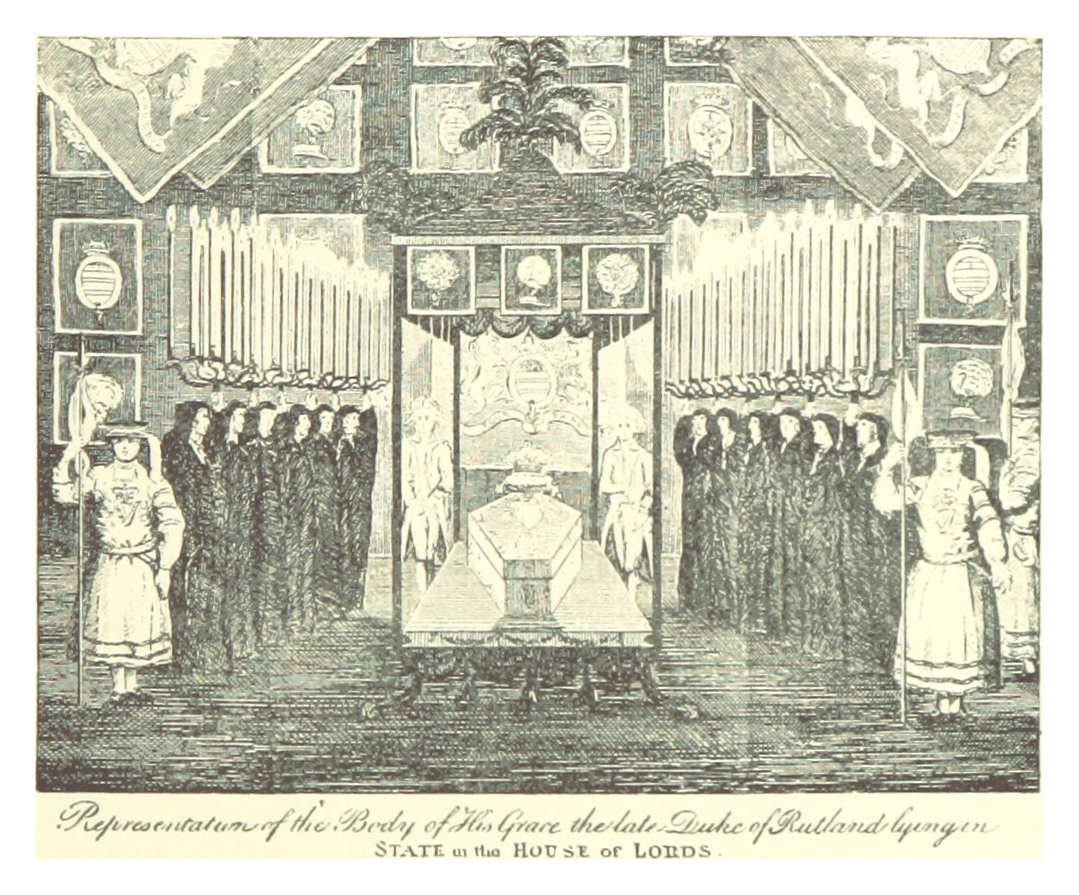
Чарльз Меннерс, 4-й герцог Ратленд, лежащий в ирландской Палаты лордов после своей смерти в 1787 году.